# Famille Boissonnas
Cette page explique l’histoire ou répertorie les différents membres de la famille Boissonnas.
La famille Boissonnas est une famille genevoise d'ascendance française.

## Origine
Famille de confession protestante, elle se réfugie à Genève au XVIe siècle.

## Membres notables
- Charles Boissonnas (1832-1912), homme politique
- Lucie Boissonnas (1839-1877), femme de lettres
- Frédéric Boissonnas (1858-1946), photographe
- Caroline Sophie Sordet-Boissonnas (en) (1859, Geneva - 1943) peintre suissesse.
- Auguste Boissonnas (1863-1940),
- Jean Boissonnas (1867-1951), homme politique
- Henri Boissonnas (1894-1966),
- Éric Boissonnas
- Édith Boissonnas (1904-1989), poétesse
- Sylvina Boissonnas (1942-), productrice et réalisatrice